# Emil Grosswald

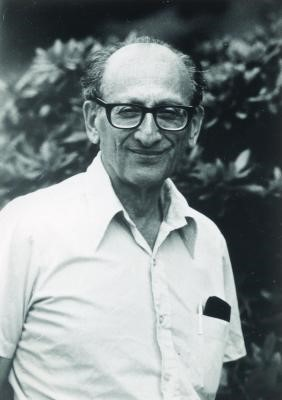
Emil Grosswald

Emil Grosswald (* 15. Dezember 1912 in Bukarest; † 11. April 1989 in Narberth, Pennsylvania) war ein rumänisch-US-amerikanischer Mathematiker, der sich hauptsächlich mit Zahlentheorie und Analysis befasste.

## Leben
Grosswald machte 1933 sein Diplom in Mathematik an der Universität Bukarest. Als Jude floh er Ende der 1930er Jahre vor den Nationalsozialisten und Antisemitismus nach Frankreich, wo er in Paris und Montpellier sein Studium fortsetzte. Nach der Besetzung von Frankreich 1940 floh er aus Paris über Spanien nach Havanna in Kuba (wo er während des Zweiten Weltkriegs als E. G. Garnea publizierte) und ging 1946 nach Puerto Rico und 1948 in die USA. 1950 wurde er bei Hans Rademacher an der University of Pennsylvania promoviert (On the structure of some subgroups of the modular groups). Dort lehrte er auch von 1950 bis 1968. Danach war er Professor an der Temple University, wo er 1980 emeritierte. Er war Gastwissenschaftler und Gastprofessor an der University of Saskatchewan (1950), am Institute for Advanced Study (1951), am Technion (1980/81), am Swarthmore College (1982) und der University of Pennsylvania (1984).
Grosswald spezialisierte sich auf analytische Zahlentheorie beeinflusst durch seinen Lehrer Hans Rademacher.
1965 bis 1968 war er im Rat der Mathematical Association of America (MAA). 1962 hielt er einen Vortrag auf dem Internationalen Mathematikerkongress in Stockholm (On a theorem of Petersson and Meinardus).
Grosswald gab 1974 die Gesammelten Werke seines Lehrers Rademacher heraus und mit Joseph Lehner und Morris Newman 1973 dessen Topics in analytic number theory in den Grundlehren der mathematischen Wissenschaften.
Er war mit Elizabeth Rosenthal verheiratet und hatte zwei Töchter.

### Werk
Zusammen mit Franz Josef Schnitzer bewies er den Satz von Grosswald-Schnitzer.

## Schriften
- mit Hans Rademacher: Dedekind Sums. Carus Mathematical Monographs, MAA 1972 (nach der Hedrick Lecture von Rademacher in Boulder (Colorado), die Grosswald 1963 für den erkrankten Rademacher hielt)
- Bessel Polynomials, Springer Verlag 1978
- Topics from the theory of numbers. 2. Auflage. Birkhäuser 2008 (erste Auflage 1984)
- Representations of Integers as Sums of Squares, Springer Verlag 1985